# Кахулуї
Кагулуї (гав. Kahului, англ. Kahului) — переписна місцевість (CDP) в США, в окрузі Мауї штату Гаваї. Населення — 28 219 осіб (2020), третє за кількістю населення в штаті Гаваї.
У передмісті розташоване головний аеропорт округу Мауї (Аеропорт Кахануї), місто має в своєму розпорядженні глибоководну гавань, розвинену легку промисловість. Чисельність населення за переписом 2010 року становить 26337 осіб.
Кахулуї — центр роздрібної торгівлі для жителів Мауї, у ньому розташовані кілька торгових центрів та великих магазинів (включаючи універмаги в Центрі королеви Каахуману); інші значні скупчення магазинів розташовані в Лахаіні та Ваілеї.
Кахулуї не вважається туристичним містом, але має свої визначні пам'ятки: Музей цукру Александра та Болдуїна, Державний заповідник живої природи Ставок Канах, Пляжний парк Канах та культурний центр мистецтва Мауї.

## Географія
Кахулуї безпосередньо примикає до Ваілуку, розташованим на західній стороні міста.
Кагулуї розташоване за координатами 20°52′18″ пн. ш. 156°27′41″ зх. д. / 20.87167° пн. ш. 156.46139° зх. д. (20.871679, -156.461356). За даними Бюро перепису населення США в 2010 році переписна місцевість мала площу 41,68 км², з яких 37,42 км² — суходіл та 4,26 км² — водойми.

### Клімат
Поселення належить до тропічної кліматичної зони з сухим літнім сезоном.
| Клімат : Кагулуї                                    | Клімат : Кагулуї | Клімат : Кагулуї | Клімат : Кагулуї | Клімат : Кагулуї | Клімат : Кагулуї | Клімат : Кагулуї | Клімат : Кагулуї | Клімат : Кагулуї | Клімат : Кагулуї | Клімат : Кагулуї | Клімат : Кагулуї | Клімат : Кагулуї | Клімат : Кагулуї |
| Показник                                            | Січ.             | Лют.             | Бер.             | Квіт.            | Трав.            | Черв.            | Лип.             | Серп.            | Вер.             | Жовт.            | Лист.            | Груд.            | Рік              |
| Абсолютний максимум, °C                             | 32,2             | 31,7             | 32,2             | 32,8             | 33,3             | 34,4             | 35,0             | 36,1             | 35,6             | 35,6             | 33,9             | 32,2             | 36,1             |
| Середній максимум, °C                               | 27,0             | 27,1             | 27,4             | 28,0             | 29,1             | 30,2             | 30,7             | 31,1             | 31,1             | 30,4             | 28,9             | 27,6             | 29,1             |
| Середній мінімум, °C                                | 17,4             | 17,2             | 18,0             | 18,7             | 19,5             | 20,9             | 21,7             | 21,9             | 21,3             | 20,8             | 20,0             | 18,4             | 19,7             |
| Абсолютний мінімум, °C                              | 8,9              | 10,0             | 10,6             | 12,2             | 13,3             | 14,4             | 14,4             | 16,1             | 15,0             | 14,4             | 12,8             | 11,1             | 8,9              |
| Середня кількість сонячних годин на місяць          | 218,4            | 210,1            | 239,6            | 235,6            | 275,3            | 290,1            | 293,5            | 284,6            | 270,7            | 247,0            | 211,6            | 213,1            | 2989,6           |
| Норма опадів, мм                                    | 73               | 48               | 62               | 39               | 19               | 5                | 13               | 13               | 10               | 30               | 56               | 85               | 453              |
| Днів з опадами                                      | 9,6              | 8,5              | 10,3             | 9,2              | 6,3              | 5,1              | 7,3              | 6,5              | 4,5              | 7,0              | 9,7              | 10,7             | 94,7             |
| Вологість повітря, %                                | 77.5             | 74.7             | 74.1             | 72.2             | 71.3             | 69.6             | 70.3             | 69.4             | 70.2             | 73.1             | 74.1             | 76.8             | 72.8             |
| --------------------------------------------------- | ---------------- | ---------------- | ---------------- | ---------------- | ---------------- | ---------------- | ---------------- | ---------------- | ---------------- | ---------------- | ---------------- | ---------------- | ---------------- |
| Джерело: NOAA (relative humidity and sun 1961−1990) |                  |                  |                  |                  |                  |                  |                  |                  |                  |                  |                  |                  |                  |

## Демографія
Згідно з переписом 2010 року, у переписній місцевості мешкало 26 337 осіб у 7111 домогосподарстві у складі 5313 родин. Густота населення становила 632 особи/км². Було 7773 помешкання (187/км²).
Расовий склад населення:
| - 53,1 % — азіатів - 12,7 % — вихідців з тихоокеанських островів - 9,9 % — білих - 0,4 % — чорних або афроамериканців - 0,3 % — корінних американців - 1,6 % — осіб інших рас |

До двох чи більше рас належало 22,0 %. Частка іспаномовних становила 9,4 % від усіх жителів.
За віковим діапазоном населення розподілялося таким чином: 24,9 % — особи молодші 18 років, 59,2 % — особи у віці 18—64 років, 15,9 % — особи у віці 65 років та старші. Медіана віку мешканця становила 37,2 року. На 100 осіб жіночої статі у переписній місцевості припадало 97,3 чоловіків; на 100 жінок у віці від 18 років та старших — 95,0 чоловіків також старших 18 років.
Середній дохід на одне домашнє господарство становив 81 292 долари США (медіана — 66 625), а середній дохід на одну сім'ю — 86 863 долари (медіана — 73 710). Медіана доходів становила 39 499 доларів для чоловіків та 35 947 доларів для жінок. За межею бідності перебувало 11,5 % осіб, у тому числі 14,2 % дітей у віці до 18 років та 9,5 % осіб у віці 65 років та старших.
Цивільне працевлаштоване населення становило 13 524 особи. Основні галузі зайнятості: мистецтво, розваги та відпочинок — 21,8 %, освіта, охорона здоров'я та соціальна допомога — 17,4 %, роздрібна торгівля — 15,0 %.

## Відомі жителі
У Кахулуї народився багаторазовий переможець американських чемпіонатів з дрег-рейсингу та учасник чемпіонату світу Формули-1 Денні Онгейс.